# Лазиська (Шидловецький повіт)
Лазиська (пол. Łaziska) — село в Польщі, у гміні Оронсько Шидловецького повіту Мазовецького воєводства.
Населення — 629 осіб (2011).
У 1975-1998 роках село належало до Радомського воєводства.

## Демографія
Демографічна структура станом на 31 березня 2011 року:
|          | Загалом | Допрацездатний вік | Працездатний вік | Постпрацездатний вік |
| -------- | ------- | ------------------ | ---------------- | -------------------- |
| Чоловіки | 297     | 64                 | 190              | 43                   |
| Жінки    | 332     | 73                 | 175              | 84                   |
| Разом    | 629     | 137                | 365              | 127                  |